# Chilehabicht
Der Chilehabicht (Astur chilensis, Synonym: Accipiter chilensis), auch Chilesperber oder Zweifarbhabicht genannt, ist ein im südlichen Südamerika vorkommender Greifvogel.
Die Art wurde im Jahre 2003 als eigenständige Art beschrieben, wird aber von manchen Autoritäten weiterhin als Unterart (Ssp.) des Zweifarbensperbers (Astur bicolor) angesehen und als A. b. chilensis bezeichnet, so etwa von der American Ornithological Society.
Der Artzusatz bezieht sich auf Chile.

## Merkmale
Das Männchen ist 37 bis 38, das Weibchen 41 bis 42 cm groß. Die Oberseite ist dunkel rußbraun, etwas schimmernd, die Haube fast schwarz, Kinn und Kehle sind weißlich mit schwarzer Strichelung. Der Schnabel ist schwarz, die Basis hellblau, Wachshaut und Zügel sind gelbgrün bis hellgelb, die Iris ist schwefelgelb. Der Schwanz hat 5–8 dunkle Binden und eine weiße Spitze, die Flügel überragen die Schwanzspitze nicht. Die Unterseite ist rostbraun mit zarter schwarzer Bänderung.
Beim Jungvogel sind die Augen grüngelb, die Oberseite ist grau- bis schwarzbraun. (aus der Originalbeschreibung)
Die Art ähnelt dem Zweifarbensperber (Accipiter bicolor).
Die Art ist monotypisch.

## Stimme
Der Ruf ist nicht beschrieben.

## Verbreitung

Verbreitungsgebiet des Chilehabichts

Das Verbreitungsgebiet des Chilehabichts erstreckt sich von Zentralchile aus südwärts über die gesamte Breite des Landes sowie die südwestlichen Regionen Argentiniens bis nach Feuerland. Während der Großteil der Art scheinbar nicht saisonal migriert, zieht zumindest die im südlichen Patagonien brütende Population über kürzere Strecken, vermutlich um ihren migratorischen Beutearten zu folgen. Darüber hinaus migrieren in hochgelegenen Regionen der Anden brütende Chilehabichte in den Wintermonaten in tieferliegende Gebiete.

## Habitat und Lebensweise
Der bevorzugte Lebensraum der Art umfasst temperierte Waldgebiete, die oft von Scheinbuchen (Nothofagus sp.) geprägt werden. Darüber hinaus werden auch offenere Gebiete wie Buschland und vom Menschen geschaffene Lebensräume wie etwa Pinienplantagen besiedelt. Die Nahrung besteht nahezu ausschließlich aus Vögeln, nur gelegentlich werden ergänzend kleinere Säugetiere oder Insekten aufgenommen. Zu den am häufigsten erbeuteten Vogelarten gehören Magellandrossel (Turdus falcklandii), Weißbauch-Olivtyrann (Elaenia albiceps), Bartzeisig (Spinus barbatus), Feueraugen-Scheckentyrann (Pyrope pyrope) und Stachelschwanzschlüpfer (Aphrastura spinicauda). Bevorzugte Jagdmethode ist die Ansitzjagd, meist aus dem Schutz des Waldes heraus, bei der die Chilehabichte möglichst bewegungslos auf vorbeikommende Beute warten, die dann nach kurzem, direktem Verfolgungsflug in der Luft geschlagen wird. Gelegentlich wird auch von Chilehabichten berichtet, die kooperativ in Paaren jagen.
Über das Fortpflanzungsverhalten der Art liegen kaum gesicherte Informationen vor, bekannt ist lediglich, dass die Nester in recht hohen Bäumen in der Nähe von Lichtungen angelegt werden und aus Ästen errichtet werden. Die Eier werden offenbar im Oktober gelegt.

## Gefährdungssituation
Der Chilehabicht gilt als weit verbreitete, jedoch eher seltene Art. Zumindest in Chile sind die Bestände abnehmend, verursacht vor allem durch die Abholzung von Wäldern und direkte menschliche Verfolgung. Von der IUCN ist die Art bislang noch nicht untersucht.